# Insulele Caroline

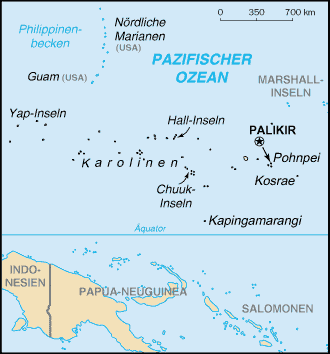
Insulele Caroline

Insulele Caroline (în engleză Caroline Islands) sunt un grup de insule din Micronezia, Oceanul Pacific. Ele sunt situate între insulele Filipine și Insulele Marshall.

## Date geografice
Arhipelagul se întinde răspândit pe o suprafață de 2 miloane de km² în Pacificul de Vest. Din această suprafață numai 1000 de km² este uscat. Insulele Caroline sunt formate din peste 500 de atoli. Din punct de vedere politico-administrativ aparțin de Statele Federate ale Microneziei. 
Clima este caldă umedă, temperatura este în general constantă, temperatura medie anuală este în jur de 30°. Între lunile noiembrie și martie vântul Pasat de Nord este însoțit frecvent de uragane pustiitoare.

## Istoric

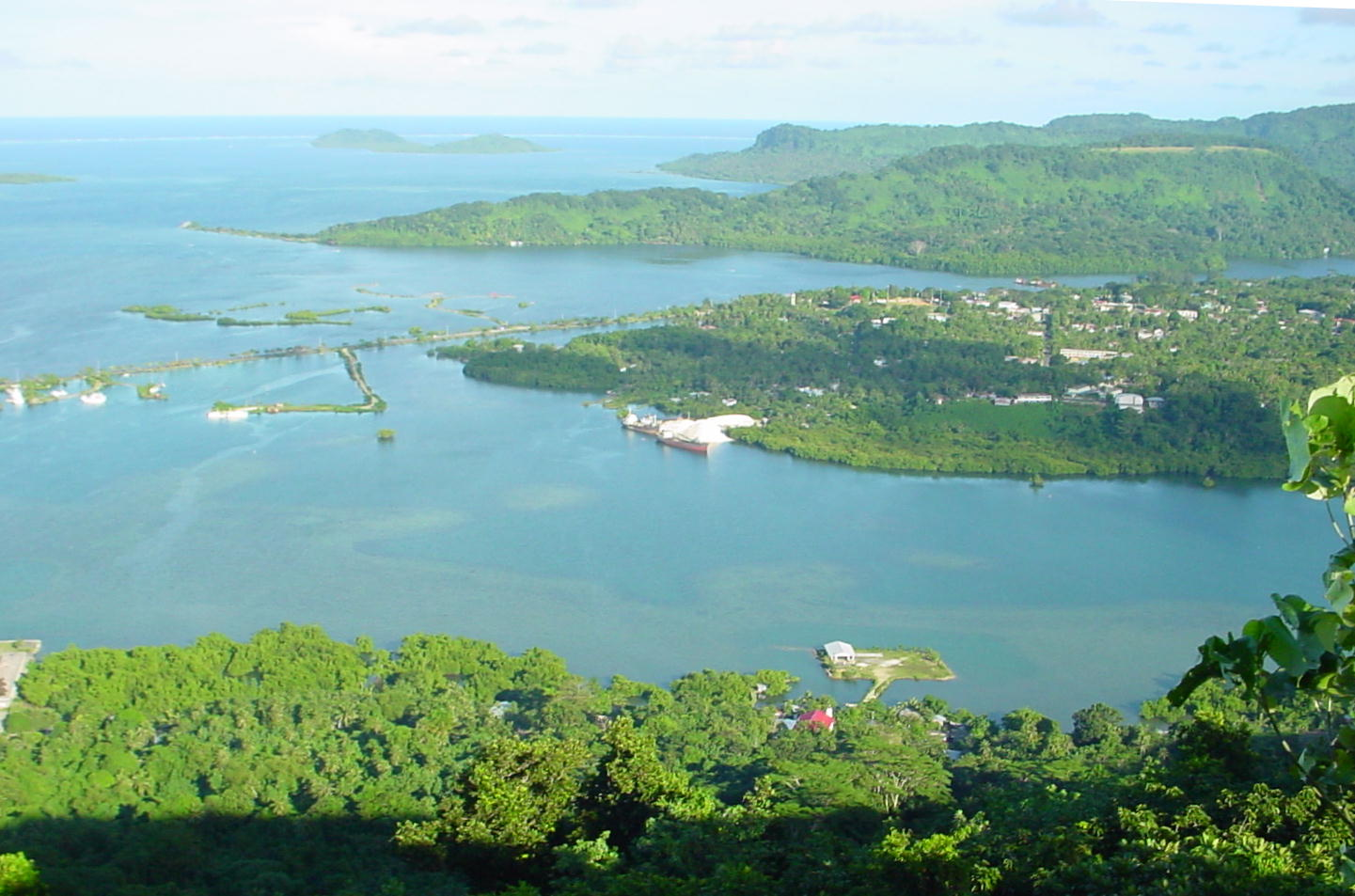
Localitatea Kolonia de pe insula Pohnpe

O parte din arhipelagul Carolinelor a fost descoperit în anul 1525 de portughezul Diego da Rocha, ulterior în 1526 sosește în regiune spaniolul Alonso de Salazar. O mare parte a insulelor este descopertă în anul 1866 de navigatorul spaniol Francesco Lazeano, care le denumește Caroline în cinstea regelui Carol al II-lea al Spaniei. Iezuiții din Manila au întreprins prin anul 1710 câteva încercări nereușite de a converti băștinașii de pe insule la creștinism. După ce în anul 1731 misionarul Juan Antonio Cantova a fost ucis, iezuiții au renunțat la convertirea populației. Pe la sfârșitul secolului XVIII navigatorii Wilson, James Mortlock, Runter, Thomson, Mulgrave, ca și Johann Stanislaus Kubary au contribuit la cercetarea mai amănunțită a insulelor. Între anii 1885-1899 aici apare o rivalitate germano-spaniolă, ca între anii 1899–1914, arhipelagul să devină colonie germană. În 1914 arhipelagul este ocupat de Japonia, după al doilea război mondial ajung sub administrație americană. În 1990 sunt declarate independente și în prezent aparțin de Statele Federate ale Microneziei.